# Paule Bernard
Pour les articles homonymes, voir Bernard.
Paule Bernard , née Paulette Dupont le 20 octobre 1920 à Paris et décédée le 28 septembre 1974 à Saint-Mandé, était une infirmière et aventurière française.

## Biographie
Fille de Pierre Léon Dupont, industriel, et de Marthe Paget et troisième d'une fratrie de cinq enfants, elle passe son enfance à Isigny dans le Calvados.
Jeune infirmière diplômée de la Croix-Rouge française, Paule Dupont rejoint Paris durant la Deuxième Guerre mondiale et entre en 1941 dans la clandestinité dans le réseau d'évasion Mithridate dirigé par Jean Biche. Elle est arrêtée le 19 septembre 1943 par un Allemand infiltré prétendant être un Alsacien en fuite en quête de faux-papiers. Elle est envoyée au camp de concentration de Ravensbruck en mai 1944 et sera libérée par la Croix-Rouge suisse le 24 avril 1945 après une marche forcée, mortelle pour de nombreuses déportées, de 650 km durant un mois vers le camp de Mauthausen (Autriche).
Prématurément veuve (épouse de Claude Bernard, 1917-1949, commerçant), Paule Bernard est recrutée en 1949 par la Croix-Rouge française comme infirmière pilote secouriste de l'air  - intégrée par la suite dans l'Armée de l'air dans le corps des convoyeuses de l'air - participant à 130 missions de guerre, particulièrement en Asie, dont le dernier rapatriement de soldats français après la bataille de Điện Biên Phủ. 1951, elle accompagne le président de l'union française, Albert Sarrault, au Laos.
D'autres interventions la conduisent sur le continent africain entre l'AFN et l'Afrique centrale. 1952, lors d'une mission d'un mois en Algérie, le junker tombe en panne en plein désert, l'équipe subsiste en mangeant des biscuits moisis et buvant de l'eau "rouillée et infame" des jerricans. la même année, Paule suit au Val de grâce un recyclage en chirurgie. Elle cumule en 6 ans 4200 heures de vol. Son surnom était "Carmen" ou "Carmencita".
En 1955, Paule Bernard choisit le retour à la vie civile, donnant à sa vie un autre sens, celui de l'exploration géographique, principalement en Extrême-Orient, « dont elle a pris le virus », et en Amérique Latine qui ne lui est pas totalement étrangère, allant à la rencontre de tribus isolées, parfois même anthropophages et à qui elle prodigue, gestes instinctifs de son passé d'infirmière, des soins de première nécessité.
Elle rapporte donc en France, de ses lointains périples, des documentaires photographiques, des films et des articles publiés par la Société des explorateurs français dans la revue Connaissance du Monde et qui lui valent pour "Troublante Asie", en 1958, au Festival de Trente, une récompense. Ses retours en France sont ponctués de conférences et de projections cinématographiques et en 1959 sort de sa plume Lotus, opium et Kimonos, publié chez Robert Laffont.
En 1974 elle est promue officier de la Légion d'honneur aux Invalides, mais déjà sa santé la contraint depuis quelques années à renoncer à ses lointains voyages.

## Distinctions
- Officier de la Légion d'honneur (dont photo[7])
- Croix de guerre 1939–1945, palme de bronze
- Croix de guerre des TOE, deux palmes avec citations

## Filmographie
- Troublante Asie, primé en 1958 au Festival de Trente
- Un film d'aventures en Bolivie, 1962-63
- Formose, l'autre Chine, 1965-66 (où elle rencontre Tchang Kaï-Chek)
- Douce Norvège

## Publications
- « Bali monde d'enchantement », revue Connaissance du Monde no 11, août-septembre 1957 (avec Dominique Darbois[8])
- « Noces laotiennes », revue Connaissance du Monde no 16 (collectif)
- Lotus, opium et Kimonos, publié chez Robert Laffont, 1959